# Piston Broke
Piston Broke – dwupłytowy album koncertowy zespołu Marillion. Nagrywany w maju 1997 w Paryżu, Geleen i Gandawie i w październiku 1997 w Hanowerze i Hamburgu.

## Lista utworów
CD 1
1. Man of a Thousand Faces
2. Hard as Love
3. Gazpacho
4. Afraid of Sunlight
5. 80 Days
6. Estonia
7. Alone Again in the Lap of Luxury
8. The Space
9. Easter
10. Brave
11. The Great Escape

CD 2
1. This Strange Engine
2. Sugar Mice
3. This Town
4. 100 Nights
5. The Bell in the Sea
6. Hope for the Future
7. King